# Matthieu Ladagnous
Pour les articles homonymes, voir Ladagnous.
Matthieu Ladagnous, né le 12 décembre 1984 à Pau, est un coureur cycliste français, professionnel de 2006 à 2023, ayant effectué toute sa carrière au sein de l'équipe Groupama-FDJ.

## Biographie
Matthieu Ladagnous commence le cyclisme au Vélo-Club Nayais dans les Pyrénées-Atlantiques. Formé à l'école de Dominique Arnaud, il se  tourne tout d'abord vers la piste où il remporte quelques titres chez les espoirs. Depuis 2006, année de sa signature dans l'équipe professionnelle La Française des jeux, il se consacre presque totalement à la route.
Il retourne cependant sur les vélodromes en juillet 2011, n'étant pas sélectionné pour le Tour de France. Il participe donc aux Championnats de France sur piste, participation gratifiée d'un titre en poursuite individuelle.
En 2013, il prend la sixième place sur Gand-Wevelgem, puis termine cinquième du Tour des Flandres. Il a de grandes ambitions au départ de Paris-Roubaix. Une chute le contraint cependant à l'abandon.
Ladagnous participe au Tour de France 2014. Dans la montagne, il est coéquipier de Thibaut Pinot. Il aide celui-ci lors de la descente du col du Tourmalet à revenir sur Alejandro Valverde qui s'était échappé. La montée d'Hautacam qui suit voit Pinot prendre la deuxième place du classement général à l'Espagnol.
En 2016, il fait partie de l'équipe FDJ qui remporte la première étape de La Méditerranéenne disputée en contre-la-montre par équipes, ce qui une première pour la formation française dans son histoire. Ladagnous, qui est le premier coureur de la formation à franchir la ligne d'arrivée, prend la tête de l'épreuve qu'il cède le lendemain à son coéquipier Arnaud Démare, lauréat de la deuxième étape.
Lors du Tour de France 2019, il chute lors du contre-la-montre par équipes et se casse l’auriculaire de la main droite. Après avoir terminé le Tour avec un strapping pour soulager son doigt, il se fait opérer et met un terme à sa saison. En 2020, une échappée en solitaire de plus de 120 kilomètres au cours de l'étape Châtelaillon-Poitiers lui vaut le prix de la combativité.
Fin 2022, il annonce que la saison 2023 sera sa dernière. Il met un terme à sa carrière le 2 octobre 2023 à l'issue de la Coppa Bernocchi.

## Style
Ladagnous, qui a commencé sa carrière sur piste avant de passer au cyclisme sur route, est un coureur classé comme rouleur. Il a également un rôle important dans son équipe dans les classiques.

## Famille
Sa sœur Caroline est une joueuse française de rugby à XV et de rugby à VII, occupant le poste d'ailière en équipe de France de rugby à XV féminin et en club avec le club de Bobigny (Top 8).

## Palmarès sur route

### Palmarès amateur
- 2002
  - Bordeaux-Arcachon
- 2005
  - Tour de Mainfranken :
    - Classement général
    - Prologue

  - Kreiz Breizh :
    - Classement général
    - 2ea et 3e étapes

  - 5e de Paris-Tours espoirs

### Palmarès professionnel
| - 2006 - 5e étape du Tour méditerranéen - 2007 - Quatre Jours de Dunkerque : - Classement général - 5e étape - 2009 - Tropicale Amissa Bongo : - Classement général - 1re étape - Polynormande - 2e du Tour de Vendée - 2010 - 2e de l'Étoile de Bessèges - 2e de Cholet-Pays de Loire | - 2011 - 1re étape du Tour de Wallonie - 3e et 4e étapes du Tour du Limousin - 2e du Tour du Limousin - 2012 - 7e du Grand Prix E3 - 2013 - Boucles de l'Aulne - 3e étape du Tour du Limousin - 5e du Tour des Flandres - 6e de Gand-Wevelgem - 2016 - 1re étape de La Méditerranéenne (contre-la-montre par équipes) - 2e de La Méditerranéenne |  |

### Résultats sur les grands tours

#### Tour de France
8 participations
- 2007 : 112e
- 2010 : 93e
- 2012 : 85e
- 2014 : 76e
- 2015 : 71e
- 2016 : abandon (9e étape)
- 2019 : 126e
- 2020 : 94e

#### Tour d'Italie
2 participations
- 2017 : 97e
- 2018 : abandon (21e étape)

#### Tour d'Espagne
4 participations
- 2008 : 89e
- 2009 : 63e
- 2016 : 98e
- 2020 : abandon (11e étape)

### Classements mondiaux
| Année                                 | 2005 | 2006 | 2007 | 2008 | 2009 | 2010 | 2011 | 2012 | 2013 | 2014 | 2015 | 2016 | 2017  | 2018 | 2019  | 2020  | 2021  | 2022  |
| ------------------------------------- | ---- | ---- | ---- | ---- | ---- | ---- | ---- | ---- | ---- | ---- | ---- | ---- | ----- | ---- | ----- | ----- | ----- | ----- |
| Calendrier mondial                    |      |      |      |      | 258e | 227e |      |      |      |      |      |      |       |      |       |       |       |       |
| UCI World Tour                        |      |      |      |      |      |      |      | 141e | 67e  | nc   | nc   | nc   | 249e  | 367e |       |       |       |       |
| Classement mondial                    |      |      |      |      |      |      |      |      |      |      |      | 309e | 947e  | 448e | 1743e | 1449e | 1988e | 1028e |
| UCI Europe Tour                       | 192e |      |      |      |      |      | 31e  |      |      |      |      | 142e | 1407e | 269e | 1154e | 1088e | 1346e | 738e  |
|                                       |      |      |      |      |      |      |      |      |      |      |      |      |       |      |       |       |       |       |
| Légende : nc = non classéSource : UCI |      |      |      |      |      |      |      |      |      |      |      |      |       |      |       |       |       |       |

## Palmarès sur piste

### Jeux olympiques
- Athènes 2004
  - 7e de la poursuite par équipes
  - Abandon à l'américaine
- Pékin 2008
  - 7e de l'américaine
  - Demi-finaliste de la poursuite par équipes

### Championnats du monde
- Bordeaux 2006
  - 10e de l'américaine
- Palma de Majorque 2007
  - 6e de la course aux points
- Manchester 2008
  - 7ede la course aux points

### Coupe du monde
- 2004
  - 3e du scratch à Sydney

### Championnats du monde juniors
- 2002
  -  Champion du monde de l'américaine juniors (avec Tom Thiblier)

### Championnats d'Europe
- Moscou 2003
  -  Champion d'Europe de l'américaine espoirs (avec Fabien Patanchon)
- Valence 2004
  -  Médaillé de bronze du scratch espoirs
- Fiorenzuola d'Arda 2005
  -  Médaillé d'argent de la course aux points espoirs

### Championnats de France
- 2003
  -  Champion de France de la course aux points espoirs
  - 2e de l'américaine
  - 3e de la poursuite espoirs
- 2004
  -  Champion de France de l'américaine (avec Fabien Patanchon)
  -  Champion de France de poursuite espoirs
  - 2e de la course aux points espoirs
- 2005
  -  Champion de France de poursuite par équipes (avec Anthony Langella, Fabien Sanchez et Mickaël Malle)
  - 2e de la poursuite espoirs
  - 2e de l'américaine
- 2006
  -  Champion de France de poursuite par équipes (avec Mickaël Delage, Jonathan Mouchel, Mikaël Preau et Sylvain Blanquefort)
- 2011
  -  Champion de France de poursuite
  - 3e de la poursuite par équipes
  - 3e de la course aux points